# Juliana Schalch
Juliana Santi Schalch, née le 25 avril 1985 à São Paulo, est une actrice brésilienne.

## Filmographie
- 2008-2009 : Três Irmãs (pt) (série télévisée) : Juliana (101 épisodes)
- 2009 : Dorian (court métrage) : Helena
- 2010 : VIPs : Lu Paes
- 2010 : Elite Squad: The Enemy Within : Júlia
- 2010 : Status Solteira (mini-série) : Joana Airbag
- 2010 : Romy (court métrage) : Romy
- 2011 : Dinossaurs & Robots (série télévisée) : Lara
- 2011 : We 3 : Camila
- 2012 : Next in Line (mini-série) : Marta Ventura (8 épisodes)
- 2012 : O Buquê de Flores (court métrage) : Juliana
- 2012 : Encanando no Encanador (court métrage) : Juliana
- 2012 : Did You... Score? : Alana
- 2012 : Party Crashers : Cibele
- 2014 : (Des)encontros (série télévisée) : Júlia
- 2014 : Good Luck : la petite amie de Beto
- 2015 : Depois de Tudo : Regininha
- 2016 : Vidas Partidas : Julia
- 2016 : Segundo o Sexo (court métrage) : Bebel
- 2017 : Sem Volta (série télévisée) : Suzana Bittencourt (13 épisodes)
- 2017 : Operation Carwash: A Worldwide Corruption Scandal Made in Brazil : Juliana
- 2013-2018 : O Negócio (série télévisée) : Luna / Maria Clara de Andrade (38 épisodes)
- 2018 : The Last Game : Lola
- 2019 : Eu Sinto Muito : Isabelle
- 2019 : Macabro de Marcos Prado : Moema